# Michael Kiske
 (avril 2008).
Si vous disposez d'ouvrages ou d'articles de référence ou si vous connaissez des sites web de qualité traitant du thème abordé ici, merci de compléter l'article en donnant les références utiles à sa vérifiabilité et en les liant à la section « Notes et références ».
Michael Kiske, né le 24 janvier 1968 à Hambourg, est un chanteur allemand de heavy metal et de hard rock, principalement connu pour avoir été membre du groupe Helloween (1987-1993), groupe qu'il réintègre officiellement en 2017.

## PériodeHelloween
Avant de rejoindre Helloween, Michael Kiske a été chanteur du groupe Ill Prophecy à l’âge de 17 ans. Une démo a été enregistrée mais n’a jamais été commercialisée. Ne désirant plus chanter dans Helloween, Kai Hansen décide de se limiter uniquement au poste de guitariste et se met donc  à la  quête d’un chanteur. La collaboration de Michael Kiske avec Helloween est officialisée en 1987 alors que Ralf Scheepers (Tyran'Pace à l'époque, futur Gamma Ray aux côtés de Kai Hansen) était également pressenti pour le poste.
La musique du groupe prend alors une tournure plus mélodique et moins agressive et s’éloigne définitivement du thrash metal. Le premier enregistrement de  Michael Kiske avec Helloween est Keeper of the Seven Keys Part 1, concept album qui restera comme une référence du heavy metal mélodique et du Power metal. Michael Kiske surprend alors par sa voix cristalline et sa capacité à chercher des notes très aigües. La suite Keeper of the Seven Keys Part II, sort en 1988 et est un nouveau succès. Helloween écrit alors les chansons parmi les plus marquantes de sa discographie (I Want Out, Eagle Fly Free, Dr Stein). Michael Kiske compose à cette occasion son premier titre pour le groupe : We Got The Right.
Il participe dans la foulée à la tournée européenne du groupe dont des extraits sont immortalisés sur l’album Live in the UK. Alors que Helloween est au sommet, des tensions émergent parmi les musiciens, envenimées par les relations conflictuelles entrenues avec le label du groupe Noise Records. Le remplacement de Kai Hansen par Roland Grapow n’améliore pas l’ambiance. Les deux albums suivants Pink Bubbles Go Ape et Chameleon sont des échecs commerciaux retentissants qui débouchent sur l’éviction de Michael Kiske par Michael Weikath en 1993. Ce dernier lui reproche d’être responsable de l’orientation pop prise par Helloween et a fortiori du déclin du groupe.

## L’après Helloween
Des rumeurs annoncent l’arrivée de Michael Kiske dans Iron Maiden, groupe lui aussi séparé de son chanteur, Bruce Dickinson. C'est finalement Blaze Bayley qui obtient le poste. En 1996, Michael Kiske sort son premier essai solo Instant Clarity avec comme invité Kai Hansen (alors dans Gamma Ray) et Adrian Smith (Iron Maiden). Les ballades Always et Do I Remember a Life sont enregistrés en hommage à Ingo Schwichtenberg, ancien batteur de Helloween qui s’était suicidé quelques mois auparavant. Always fait également l'objet d’un clip qui fut filmé et produit à New York. Readiness to Sacrifice paraît au Japon en 1999 et en Europe en 2001. Ces deux albums de rock mélodique aux accents pop tranchent significativement avec le style de Helloween.
En 2001, Michael Kiske renoue discrètement avec le heavy metal en participant au projet d’Opéra metal conceptuel monté par Tobias Sammet : Avantasia. Il prend part au premier album dans le rôle de « Lugaid Vandroiy » mais ne souhaite pas être crédité dans le livret (il est ainsi cité sous le nom de « Ernie »). Comme justification à sa demande, le chanteur allemand explique qu’il ne veut plus que son nom soit associé au monde du heavy metal. Son nom apparait néanmoins sur le second opus paru un an plus tard.
Michael Kiske forme le groupe SupaRed, un projet un peu plus rock, et sort en 2003 un album éponyme qui est une déconvenue commerciale. Le groupe se sépare peu de temps après. Le chanteur allemand rejoint deux ans plus tard le projet monté par le label italien Frontiers Records Place Vendome pour un album de hard rock mélodique qui est accueilli avec réserve par la critique. En 2006, il tente de se relancer avec un nouveau projet solo nommé Kiske. Il participe au troisième volet du projet de Avantasia (The Scarecrow) en 2008.
2009 est l'occasion de voir sortir le second album de Place Vendôme réalisé par Dennis Ward.
L'année 2012 marque définitivement le retour de Michael Kiske sur la scène métal, avec d'une part sa participation à la tournée d'Avantasia, et surtout la sortie de l'album Unisonic, et le retour du duo magique Kiske / Hansen transfuge lui aussi d'Helloween et chanteur/guitariste de Gamma Ray.
Unisonic sort le single Ignition et leur premier album éponyme Unisonic en 2012. Le single For The Kingdom et le deuxième album Light of Dawn sort en 2014. Les deux albums ont été reçus très positivement par la presse,. Unisonic est la première collaboration studio entre Kiske et Hansen depuis les deux albums à succès d'Helloween Keeper of the Seven Keys, Pt. I and Pt. II.
En 2017, Michael Kiske réintègre officiellement le groupe qui a fait sa renommée à l'occasion d'une tournée mondiale gigantesque qui s'étale sur deux ans (2017-2018), qui a réuni plus d'un million de spectateurs dans le monde. Un CD/DVD live officiel sera publié à l'issue de cette tournée.
Après cette tournée mondiale, Michael Kiske reste au sein du groupe pour le prochain album studio du groupe, intitulé Helloween et qui est annoncé pour le 18 mai 2020. C'est le premier album studio du chanteur pour Helloween depuis l'album Chameleon en 1993.

## Style de chant
Michael Kiske fut, dans les années 1980, un chanteur atypique du heavy metal de par la largeur de sa tessiture vocale (près de quatre octaves) et sa capacité à atteindre des notes très hautes. Son style tranchait sensiblement avec celui de son prédécesseur au chant dans Helloween, Kai Hansen, qui avait une technique inférieure mais une agressivité accrue. Les critiques de l’époque ont comparé sa manière de chanter à celle de Geoff Tate (Queensrÿche) et de Bruce Dickinson (Iron Maiden), du temps où il officiait dans Samson. Michael Kiske a influencé nombre de chanteurs actuels de heavy metal.

## Discographie

### Helloween
- Keeper of the Seven Keys Part 1 (1987)
- Keeper of the Seven Keys Part 2 (1988)
- Live in the UK (1989)
- Pink Bubbles Go Ape (1991)
- Chameleon (1993)
- United and alive (2019)
- Helloween (2021)
- Giants & monsters (2025)

### Michael Kiske
- Instant Clarity (1996)
  - Always (EP) (1996)
  - The Calling (EP) (1996)
- Readiness to Sacrifice (1999)
- Kiske (2006)
- Past in Different Ways (2008) : Reprise acoustique de l'époque Helloween
- Vocals & Guitars (2009) : Compilation de Place Vendome et d'Apparitions en tant qu'invité

### Avantasia
- The Metal Opera (2001)
- The Metal Opera Part II (2002)
  - Lost in Space Part II (EP) (2007)
- The Scarecrow (2008)
- The Wicked Symphony (2010)
- Angel of Babylon (2010)
- The Mystery of Time (2013)
- Ghostlights (2016)
- Moonglow (2019)

### SupaRed
- SupaRed (2003)

### Place Vendome
- Place Vendome (2005)
- Streets of Fire (en) (2009)
- Thunder in the Distance (2013)

### Unisonic
- Ignition (2012; EP)
- Unisonic (2012)
- For the Kingdom (2014; EP)
- Light of Dawn (2014)

### En tant qu'invité
- Gamma Ray - Land of the Free (1995)
- Timo Tolkki - Hymn To Life (2002)
- Masterplan - Masterplan (2003)
- Aina - Days of Rising Doom (2004)
- Thalion - Another Sun (2004)
- Tribuzy - Execution (2005)
- Edguy - Superheroes (EP) (2005)
- Indigo Dying -  Indigo Dying (2007)
- Avantasia -  Lost in Space Part II (EP), The Scarecrow  (2007~2008)
- Revolution Renaissance - New Era (album) (2008)
- Trick or Treat - Tin Soldiers (album) (2009)
- Gamma Ray - To The Metal (2010)